# Крагујевачки слез
Крагујевачки слез (лат. Althaea kragujevacensis) је била локално ендемична врста Шумадије, вишегодишња зељаста биљка из породице слезова (Malvaceae). Налажен је само у околини Крагујевца. Јосиф Панчић га је описао 1848. на Метином брду, надомак Крагујевца. Након тога врста више никада није пронађена. Вероватан узрок нестанка ове врсте је ширење градског подручја.

## Опис
Вишегодишња биљка висине 50-150 cm, сиво пустенаста, са звездастим и недељеним длакама. Листови са дугачким дршкама, округласти до троугласто јајасти, недељени или плитко дељени у 3-5 кратких, неправилно назубљених режњева. Цветова 1-3, на дршкама дужим од листова у чијем се пазуху налазе. Листићи спољашње чашице линеарно ланцетасти, 1/2-1/3 краћи од чашичних листића дугачких 6-7 mm. Крунични листићи 2-3 пута дужи од чашице, љубичасти, са тамним жилицама. Плодићи са звездастим длакама дуж леђне стране до половине, звездасте длаке са кратким, штрчећим крацима. Разликује се од сродне А. officinalis (бели слез) дугачким цветним дршкама (код А. officinalis су цветови седећи или на веома кратким дршкама) и индументумом семена.
Овај слез је хемикриптофита, среддњовековног, западномезијског, централношумадијског флорногног елемента.

## Станиште и судбина
У живицама, међама и шикарама, на ободу шумарака, на влажном земљишту, на надморској висини између 200 и 300m. Врста је ишчезла из природе. Претпоставља се да је главни узрок ишчезавања ширење градског подручја Крагујевца. Могућности реинтродукције не постоје, јер је таксон заувек нестао из светског генофонда. Крагујевачки слез је вероватно поседовао слична лековита својства као и обичан слез. Међутим, врста фармаколошки није била испитивана.

## Откриће
Јосиф Панчић је описао Крагујевачки слез 1848. на Метином брду, надомак Крагујевца а откриће објавио 1874. у свом најзначајнијем научном делу, монографији ,,Флора Кнежевине Србије или васкуларне биљке, које у Србији дивље расту". Холотип ове врсте може се видети у Панчићевом хербаријуму Herbarium Pancicianum у Ботаничкој башти Јевремовац.
Ова биљка је раније гајена у ботаничким баштама. Број хромозома ове врсте избројао је Сковстед 1935. године на материјалу из Универзитетске ботаничке баште у Копенхагену. У периоду између 1887. и 1961. била је гајена и у Ботаничкој башти ,,Јевремовац” у Београду.